# Bengt Heyman

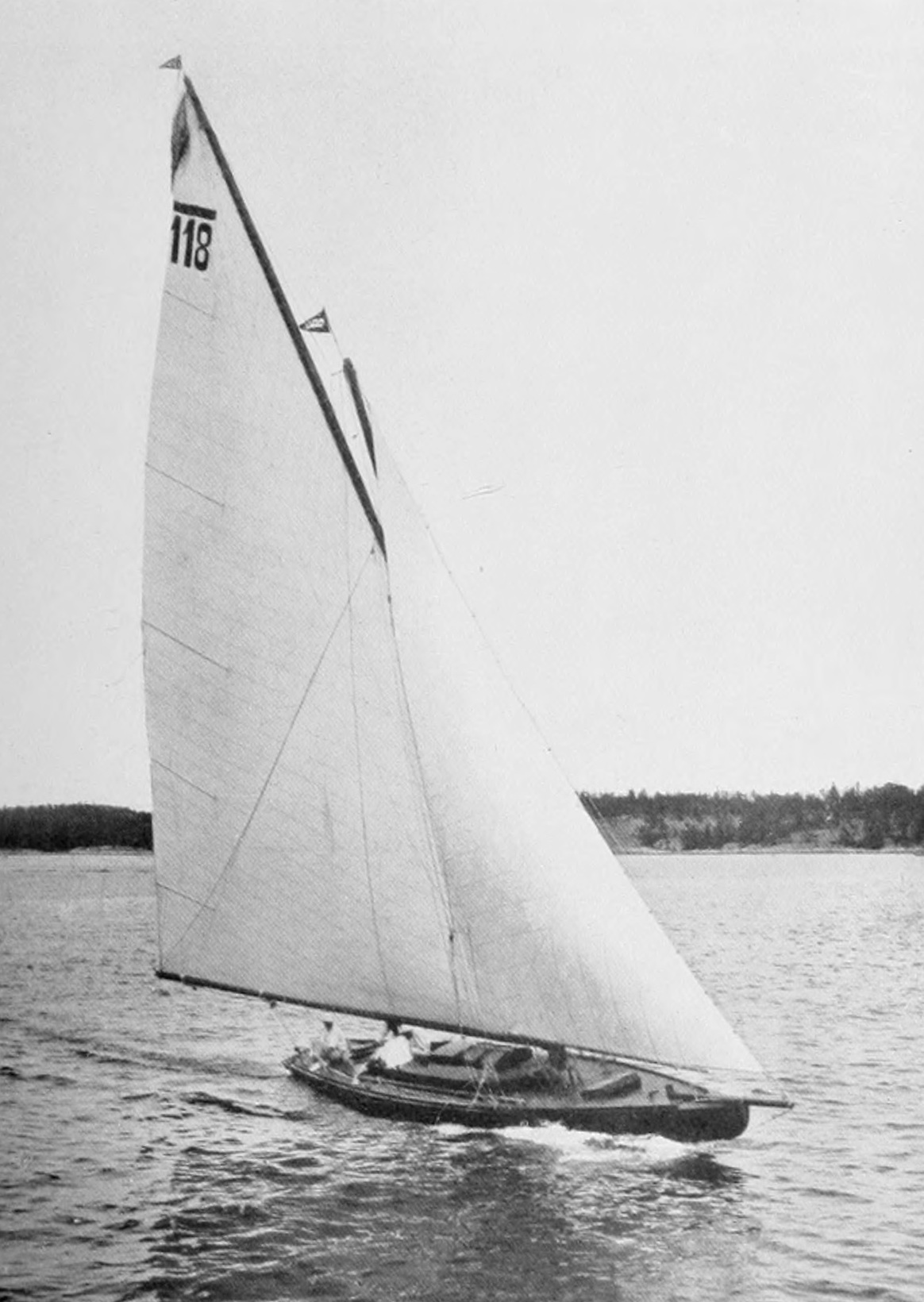
Fotografia del vaixell suec que participà en els Jocs Olímpics d'estiu de 1912, on guanyà la medalla d'argent.

Bengt Heyman (Estocolm, 26 d'agost de 1883 - Estocolm, 3 de juny de 1942) va ser un regatista suec que va competir a començaments del segle xx.
El 1912 va prendre part en els Jocs Olímpics d'Estocolm, on va guanyar la medalla de plata en la categoria de 8 metres del programa de vela. Heyman navegà a bord del Sans Atout junt a Emil Henriques, Alvar Thiel, Herbert Westermark i Nils Westermark.